# Don Grate
Donald "Buckeye" Grate (Greenfield, Ohio, 27 de agosto de 1923-Miami Gardens, Florida, 22 de noviembre de 2014) fue un baloncestista y beisbolista estadounidense que disputó una temporada en la NBA, además de jugar en la NBL, y en béisbol dos años en la MLB y 13 más en las Ligas Menores. Con 1,88 metros de estatura, jugaba en la posición de escolta y de pitcher en béisbol.

## Trayectoria deportiva

### Universidad
Jugó dos temporadas con los Buckeyes de la Universidad Estatal de Ohio, en las que promedió 12,4 puntos por partido, siendo elegido en 1944 y 1945 en el mejor quinteto de la Big Ten Conference, tras promediar 13,0 y 11,8 puntos respectivamente, la primera de las marcas líder en la conferencia. Fue además incluido en el segundo equipo All-American en sus dos temporadas.

### Baloncesto profesional
Comenzó su carrera profesional en el baloncesto con los Indianapolis Kautskys de la NBL en 1947, con los que jugó una temporada en la que promedió 2,8 puntos por partido.
En 1949 fichó por los Sheboygan Redskins de la NBA, con los que únicamente llegó a disputar dos partidos, en los que promedió 2,0 puntos y 1,5 asistencias.

### Béisbol profesional
Jugó durante dos temporadas como pitcher con los Philadelphia Phillies de las Ligas Mayores, en las que consiguió un ERA de 9,37. Durante 13 temporadas jugó en diferentes de equipos de las Ligas Menores, retirándose en 1957.

## Estadísticas de su carrera en la NBA

### Temporada regular
| Temporada | Edad | Equipo             | Liga | Pos. | P | TIT | MIN | TC  | TCA | %TC  | 3P | 3PA | %3P | TL  | TLA | %TL   | R.OF. | R.DEF. | REB | ASIS | ROB | TAP | PER | FP  | PTS |
| 1949-50   | 26   | Sheboygan Redskins | NBA  |      | 2 |     |     | 0.5 | 3.0 | .167 |    |     |     | 1.0 | 1.0 | 1.000 |       |        |     | 1.5  |     |     |     | 1.5 | 2.0 |
| Total     |      |                    | NBA  |      | 2 |     |     | 0.5 | 3.0 | .167 |    |     |     | 1.0 | 1.0 | 1.000 |       |        |     | 1.5  |     |     |     | 1.5 | 2.0 |